# Иларион Нишавски
Иларион е български православен духовник, нишавски епископ (1910 – 1950), виден деец на българското църковно движение в Македония и Тракия в края на XIX – началото на XX век.

## Биография
Роден е в 1872 година в малкотърновското село Цикнихор, тогава в Османската империя, със светското име Янаки Николов. Учи в общинското училище в Терапия. В 1892 година постъпва като екзархийски стипендиант в Цариградската българска духовна семинария, която завършва в 1899 година.
На 25 октомври 1899 година е приет по специална резолюция на митрополит Владимир Московски в Московската духовна академия, в която учи с екзархийска стипендия, и която завършва в 1903 година.
На 26 ноември 1903 година е назначен за протосингел на Скопската митрополия. На 13 септември 1904 година оглавява Воденската българска община. В 1907 година е преместен в Костур, като управляващ Костурската българска епархия и председател на костурската българска община, замествайки Методий Димов.
На 30 ноември 1909 година е назначен за управляващ Сярската българска епархия, а в Костур е заменен от йеромонах Панарет.
На 28 ноември 1910 година архимандрит Иларион е ръкоположен за епископ с титлата Нишавски от митрополитите Герасим Струмишки и Борис Охридски в присъствието на посланик Михаил Сарафов. Същата година е назначен за викарен епископ на дебърския митрополит Козма Пречистански и изпратен за архиерейски наместник в Кичево. Тази длъжност изпълнява до 1913 година, когато е изгонен от новите сръбски власти и емигрира в България.
В 1915 – 1918 година е викарен епископ на Софийската митрополия. През 1918 - 1919 г. е управляващ Нишката епархия.
В началото на декември 1919 година замества подалия оставка Теодосий бивш скопски митрополит като управляващ Маронийската епархия в Гюмюрджина, късето остава до 1921 година. През 1922 - 1925 г. е управляващ Лозенградската епархия. През 1925 година се установява в Кюстендил като викарий на софийския митрополит Стефан.
В 1931 година е заедно с архимандрит Кирил Рилски, йеромонах доктор Йероним Стамов, свещеник Христо Буцев и протойерей Трифон Стоянов е част от Делегацията на македонското духовенство, посетила серия столици в Европа и отправила петиция до Обществото на народите в Женева.
В 1941 година Светият синод изпраща епископ Иларион Нишавски като помощник на определения за управляващ Маронийска и Гюмюрджинска епархия митрополит Кирил Пловдивски.
Епископ Иларион Нишавски умира в Кюстендил на 12 август 1950 година.